# Vrbnica
Vrbnica é um município da Eslováquia, situado no distrito de Michalovce, na região de Košice. Tem 4,94 km² de área e sua população em 2018 foi estimada em 1.187 habitantes.

## Demografia
| Ano:        | 1994 | 2004    | 2014    | 2024    |
| ----------- | ---- | ------- | ------- | ------- |
| Broj ljudi: | 601  | 806     | 1020    | 1321    |
| Razlika:    |      | +34,10% | +26,55% | +29,50% |

| Ano:               | 2023 | 2024   |
| ------------------ | ---- | ------ |
| Número de pessoas: | 1281 | 1321   |
| Diferença:         |      | +3,12% |